# Melanitis gylippa
Melanitis gylippa är en fjärilsart som beskrevs av Swinhoe 1893. Melanitis gylippa ingår i släktet Melanitis och familjen praktfjärilar. Inga underarter finns listade i Catalogue of Life.